# Андорінья (Сан-Домінгуш)
Ассосіасау Дешпортіва Андорінья або просто Андорінья (порт. Associação Desportiva Andorinha) — професіональний кабовердійський футбольний клуб з міста Сан-Домінгус, на острові Сантьягу.

## Історія
Команда базується в місті Сан-Домінгус в північно-східній частині острова Сантьягу. За свою історію команда не виграла жодного титулу.
До 2011 року клуб грав у Чемпіонаті острова Сантьягу (Північ). В сезоні 2012/13 років та з 2016 року клуб не виступає в Чемпіонаті острова Сантьягу (Південь).